# ばあちゃる
ばあちゃる（Baacharu）は、株式会社アップランドが運営する日本のバーチャルYouTuber。愛称は、ウビバ、馬Pなど。リアル世界で活動する時はりあちゃると呼ばれることもある。

## 人物
馬のマスクを被り、スーツを着ている。ネクタイは、同じく.LIVE所属の電脳少女シロの柄になっている。アイドル部のプロデュースにも携わっている。

## 略歴
2017年
- 7月20日、YouTubeチャンネルを開設。
- 8月9日、自己紹介動画を初投稿。

2018年
- 12月14日、ネット流行語100 2018 トップ20単語賞を受賞。
- 12月18日、キズナアイ、輝夜月、ねこます、Ami YamatoとともにBBCで紹介された。

2019年
- 2月25日、クリエイターズスタンプを発売。
- 4月3日、チャンネル登録者数10万人達成。
- 12月6日、年内の活動謹慎を発表。

2020年
- 12月12日、一時的に復活。

## ライブ・イベント
2018年
- 誕生日イベント「UBIBA NIGHT」（8月9日）
- ALL シロ組 CUP（9月14日）

2019年
- スタートアップピッチイベント「国内初! バーチャルピッチグランプリ in cluster presented by KDDI ∞ Labo」（2月13日） - 審査員として出演
- ニコニコ超会議2019「バーチャルさんがいっぱい スペシャルバーチャライブ」DAY1（4月27日）
- MF文庫J『夏の学園祭 2019』スペシャルステージ（7月28日）
- サターン賞授賞式（9月14日）
- VtuberLand2019（10月11日 - 10月18日）

## 出演

### テレビ番組
2018年
- VIRTUAL BUZZ TALK!（10月12日・10月19日、TOKYO MX）

2019年
- NHKバーチャルのど自慢（1月2日、NHK総合）
- バーチャルさんはみている（1月9日 - 3月27日、TOKYO MX） - レギュラーキャスト

2020年
- 有馬でV！〜Vチューバーによる競馬応援バトル〜（BS日テレ 12月19日）

### ラジオ番組
- 杉田智和のアニゲラ!ディドゥーーン（2018年4月26日・5月3日・8月2日[26]）

### インターネット番組
2019年
- 平成最後のバーチャル新年会（1月20日） - MCとして出演
- BilibiliWorld 2019（8月16日 - 8月18日）

### MV
- HIMEHINA『愛包ダンスホール』[29]
- HIMEHINA『V』[30]

## タイアップ・コラボレーション
- 42(FORTYTWO) 原宿系ファッションブランド[31]
- 放置少女[32]
- モダンコンバット Versus[13][33]
- 禍つヴァールハイト[34]
- VTuberチップス[35]
- VTuberチップス2[36][37]